# Kimberly (Idaho)
Kimberly è una città degli Stati Uniti d'America, situata nello Stato dell'Idaho, nella Contea di Twin Falls.